# Tibellus kibonotensis
Tibellus kibonotensis är en spindelart som beskrevs av Roger de Lessert 1919. Tibellus kibonotensis ingår i släktet Tibellus och familjen snabblöparspindlar. Inga underarter finns listade i Catalogue of Life.